# Johann Friedrich Voigt (Maler)

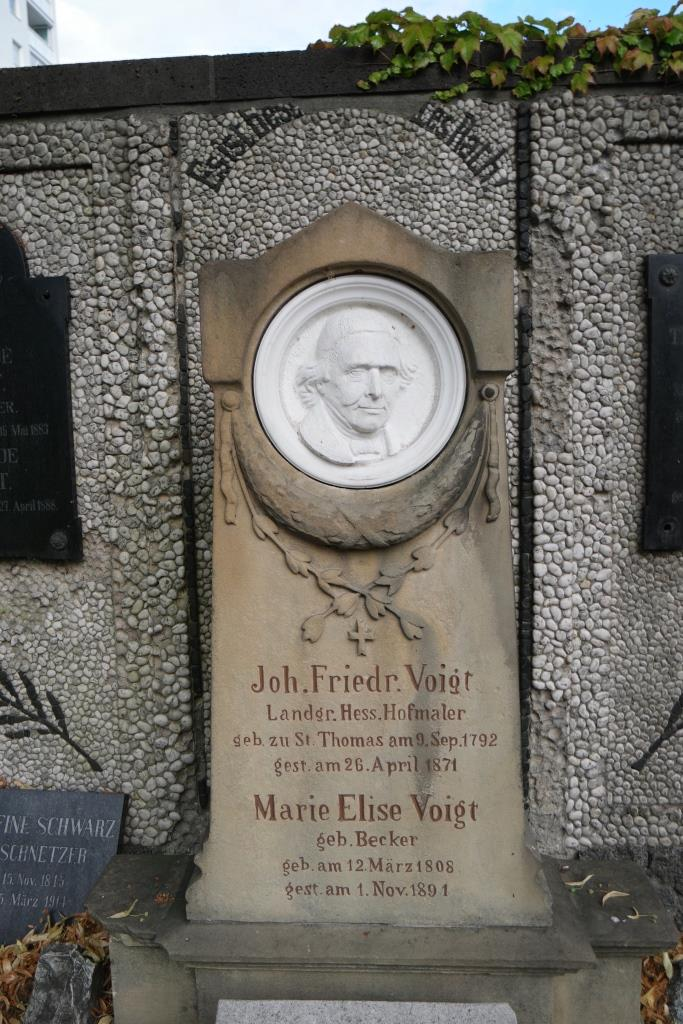
Grab des Grafikers und Malers Johann Friedrich Voigt (1792–1871) auf dem Evangelischen Friedhof in Bad Homburg v. d. Höhe.

Johann Friedrich Voigt (* 9. September 1792 auf der Insel St. Thomas (Kleine Antillen); † 26. April 1871 in Homburg v. d. Höhe) war ein deutscher Grafiker, Landschafts- und Porträtmaler.

## Leben
Geboren wurde Voigt 1792 auf der Insel St. Thomas (Kleine Antillen), damals Dänisch-Westindien, weil seine Eltern dort als Missionare tätig waren. Von 1796 bis 1808 wuchs er in Mitteldeutschland im Umfeld der Herrnhuter Brüdergemeine auf. Er floh und verdingte sich zwischen 1809 und 1815 bei verschiedenen Armeen. Bei der englischen Marine erhielt er seine erste künstlerische Ausbildung durch das Anfertigen von Karten und Zeichnungen zu militärischen Zwecken. 1815 ging er für zwei Jahre nach Kanada. Danach arbeitete er in Amsterdam, verdiente Geld mit Arbeiten in grafischen Techniken. Von dort ging er nach Köln, wurde Zeichenlehrer am Gymnasium, arbeitete aber auch weiter als Kupferstecher und reproduzierte Gemälde.
Nach Reisen im deutsch-französischen Grenzgebiet und im Umland von Frankfurt kam er im Herbst 1821 nach Homburg. Hier nutzte er sein perfektes Englisch für Kontakte zum Hof, denn die Frau des Landgrafen von Hessen-Homburg, Friedrich VI., war die britische Prinzessin Elisabeth, Tochter Königs Georg III. Anfang Januar 1822 wurde er zum Homburger Hofzeichenmeister ernannt, außerdem erhielt er die Erlaubnis, Privatunterricht im Zeichnen zu geben, später wurde er auch Zeichenlehrer an der Bürgerschule und unterrichtete Kurgäste. Gleichzeitig bildete er sich künstlerisch weiter und wurde 1829 Hofmaler des Landgrafenhauses Hessen-Homburg.
In den rund 50 Jahren, die er in Homburg v. d. Höhe lebte, wurde Johann Friedrich Voigt zum wichtigsten Maler der Stadt, seine besondere Stärke lag in der Porträtmalerei sowie der Malerei von Landschaften und Stadtansichten. Er verkehrte am Landgräflichen Hof ebenso wie in bürgerlichen Kreisen und hatte intensive Kontakte zu Künstlern in Frankfurt und in Mannheim.
Künstlerisch profitierte er sehr von den Anregungen, die er durch die Arbeit für die in England künstlerisch ausgebildete Landgräfin Elisabeth (1770–1840) erhielt. Ausgedehnte spätere Reisen führten ihn beispielsweise nach Paris in das Atelier von Antoine-Jean Gros oder nach Dresden, wo er die Landschaftsmalerei von Caspar David Friedrich kennenlernte. Wichtig war auch seine ausgedehnte Reise durch England, von der Skizzenbücher im Museum im Gotischen Haus erhalten sind. Außerdem besitzt das Haus viele Ölbilder und ungezählte Blätter verschiedener grafischer Techniken von ihm; eine Bestandserfassung ist geplant.
Sein Sohn war der Maler und Fotograf Thomas Heinrich Voigt (1838–1896).

## Ausstellung
- 2017: Im Dienste des Hofes. Johann Friedrich Voigt. Gotisches Haus, Bad Homburg.[1]